# Евдоксия
Евдокси́я (др.-греч. Εὐδοξία — «Благославная», от εὖ — «благо» и δόξα — «доброе имя, слава») — женское имя греческого происхождения. В европейских языках часто смешивается с именем Евдокия. Женская форма имени Евдоксий.

## Известные носители
- Элия Евдоксия — супруга византийского императора Аркадия.
- Лициния Евдоксия — супруга императора Западной Римской империи Валентиниана III.
- Евдокия (княгиня Болгарская) — дочь царя Болгарии Фердинанда I.